# Хитроумна карта
„Хитроумната карта“ е магическа карта от третата книга от романа „Хари Потър“ на Дж. К. Роулинг.
Това е магическа карта на училището за магия и вълшебство „Хогуортс“, която се разкрива само на човек, който я почукне с магическата пръчка и каже „Тържествено се заклевам, че ще върша пакости“, Тогава, на привидно белия пергамент, се появява картата на училището, парка и всички тайни проходи в замъка. Хари Потър я получава от Фред и Джордж Уизли през третата си година в „Хогуортс“. По-късно тя е конфискувана от Професор Лупин – учителя му по защита срещу черните изкуства. В края на годината Професорът му връща картата.
Картата се използва през почти всички останали години в „Хогуортс“, но най-вече през шестата година на триото в замъка. Хари я използва за да шпионира Драко Малфой, който крои нещо в „Нужната стая“. Създателите на Хитроумната карта се подписват на нея като „Господата Лун, Опаш, Лап, и Рог“ и я омагьосват така, че ако някой се опита да я прочете, без да каже кодовата фраза, тя го обижда.
По-късно Хари разбира кои са „Господата Лун, Опаш, Лап и Рог“ и е изненадан, като научава, че господин Лун е Професор Лупин, господин Лап – кръстникът на Хари Сириус Блек, а Рог – Джеймс Потър, баща му. Разбира, че господин Опаш е Питър Петигрю – човек, който е смятан за мъртъв. Научава, че не Сириус Блек е предал родителите му – Лили и Джеймс Потър, а именно Питър Петигрю.